# Standing Together
Standing Together is een Israëlische grassroots-beweging die tot doel heeft Arabisch-Israëlische en Joods-Israëlische gemeenschappen samen te brengen in de strijd voor vrede, gelijkheid en sociale rechtvaardigheid. Het is de grootste Arabisch-Joodse grassroots-beweging in het land. Standing Together werd voor het eerst actief in 2015, en had eind 2024 meer dan 6.000 leden.
De beweging verzet zich tegen het neoliberalisme en de Israëlische bezetting van de Palestijnse gebieden. Haar doel is de lhbti-rechten, vrouwenrechten, werknemersrechten en volledige gelijkheid voor Palestijnse burgers van Israël te bevorderen. Sinds het begin van de oorlog in Gaza in oktober 2023 speelt de beweging een rol in de protesten tegen de oorlog en voor een staakt-het-vuren binnen de Israëlische samenleving.

## Organisatie
De oprichters van Standing Together noemen Podemos, Momentum, Syriza en de Democratic Socialists of America als inspiratiebronnen, maar willen niet dat de beweging een politieke partij wordt. De focus van de beweging op zowel economische als sociale rechtvaardigheid wordt als sterk punt beschouwd.
De beweging heeft negen afdelingen, 'cirkels' genoemd, verspreid over Israël: in Sharon, de Driehoek en de Negev, in de steden Haifa, Tel Aviv en Jeruzalem, en op de campussen van de Universiteit van Tel Aviv, de Ben-Gurion Universiteit, de Universiteit van Haifa en de Hebreeuwse Universiteit van Jeruzalem. De leiding bestaat uit een ongeveer gelijke vertegenwoordiging van beide groepen, en alle publicaties zijn in het Hebreeuws en Arabisch.
Alon-Lee Green en Rula Daood zijn de nationale co-directeuren van de beweging, Uri Weltmann is de nationale veldorganisator, Sally Abed is hoofd van de afdeling hulpbronnenontwikkeling. Allen zijn door de leden van de beweging gekozen.

## Geschiedenis
Standing Together werd eind 2015 opgericht, door personen die veelal al actief waren geweest in de Israëlische demonstraties voor sociale rechtvaardigheid in 2011. Velen van hen waren lid van de politieke partij Hadash. De beweging heeft geprotesteerd tegen politieke arrestaties, uitzettingen in Oost-Jeruzalem (inclusief Sheikh Jarrah), tegen de reactie op de protesten aan de grens met Gaza waarbij het Israëlische leger 223 mensen doodde, en tegen de geplande verwoesting van bedoeïenendorpen in de Negev.
In de zomer van 2017 blokkeerden demonstranten van Standing Together verschillende belangrijke snelwegen uit protest tegen het feit dat de uitkeringen voor gehandicapten lager zijn dan het minimumloon. Ze zamelden vervolgens ook geld in voor de demonstranten die een boete hadden gekregen.
Op 11 december 2017 hield Standing Together haar eerste nationale vergadering, waarbij gestemd werd over de leiders van de beweging en over ingediende voorstellen.
In 2018 demonstreerde Standing Together tegen de deportatie van Afrikaanse (met name Eritrese en Soedanese) asielzoekers door Israël. In Zuid-Tel Aviv bracht zij 20.000 mensen bijeen voor een protestdemonstratie. In mei 2018 demonstreerden ze tegen de reactie van het Israëlische leger op de Palestijnse protesten aan de grens met Gaza, waarbij meer dan zestig demonstranten om het leven kwamen. In dezelfde maand demonstreerden ze ook tegen de verhuizing van de Amerikaanse ambassade naar Jeruzalem.
In 2018 had de beweging ongeveer 2.000 geregistreerde leden, en in dat jaar namen tussen de 20.000 en 30.000 mensen deel aan Standing Together-evenementen. Sinds dat jaar heeft de beweging meer Joods-Israëlische dan Arabisch-Israëlische leden.
In 2019 protesteerde een kleine groep activisten van Standing Together tegen het beleid van het Barzilai Medical Center om Arabische buspassagiers te ondervragen voordat ze het ziekenhuis mochten betreden. Hoewel Arabisch-Israëlische burgers hiervan waren uitgesloten, meldden anekdotische verslagen dat ook zij door deze matregel werden getroffen.
In september 2020 organiseerde de groep in Tel Aviv een protest tegen de reactie van de Israëlische regering op de coronapandemie, die de groep als ineffectief beschouwde. Ze vulde het Rabinplein met 1.019 lege stoelen, die elk een Israëlische dode door COVID-19 vertegenwoordigde.
In januari 2023 organiseerde Standing Together een demonstratie van 20.000 tot 30.000 mensen in Tel Aviv tegen de nieuwe regering; later dat jaar namen ze deel aan de protesten tegen de Israëlische gerechtelijke hervormingen die waren doorgevoerd door premier Benjamin Netanyahu.
In augustus 2023 werd na een rechtse campagne een radioprogramma dat werd gepresenteerd door de nationale co-directeur van de beweging, Alon-Lee Green, gecensureerd. Een week later lekte de show uit en werd deze online geplaatst.
Eind september 2023 hield de beweging een protest op het Dizengoffplein in Tel Aviv om aandacht te vragen voor de Arabieren die zijn gedood onder het beleid van minister van Veiligheid Itamar Ben-Gvir.

### Activiteiten tijdens de Gaza-oorlog (2023 tot heden)
Na het begin van de oorlog in Gaza in oktober 2023 zamelde Standing Together hulp in voor de gemeenschappen die getroffen waren door de aanslagen van 7 oktober. Zij organiseerde de Solidariteitsconventie, die de demonstraties in Israël tegen de oorlog en voor een staakt-het-vuren leidde. Ze creëerde ook een hotline voor Arabisch-Israëlische moslims, met name universiteitsstudenten, die last hadden van anti-Palestijnse sentimenten. De leiding van Standing Together reisde ook naar de Verenigde Staten om met synagoges en andere organisaties over hun werk te spreken.
In januari 2024 bekritiseerde de Palestijnse campagne voor de academische en culturele boycot van Israël (PACBI) de beweging, door te zeggen dat het een "normalisatie-organisatie (was) die de aandacht afleidt van de voortdurende genocide van Israël in Gaza en deze witwast". Deze karakterisering kreeg online weerwoord van academici en activisten, waaronder de Gazaanse blogger Ahmed Fouad Alkhatib. Arabisch-Israëlische leden van Standing Together gaven later een verklaring uit waarin ze de suggestie van PACBI om de groep te boycotten veroordeelden. Ze zeiden dat dergelijke oproepen "de belangen van het Israëlische politieke establishment dienen, dat ook probeert ons het zwijgen op te leggen."
In maart 2024 organiseerden enkele activisten van de groep een konvooi van dertig auto's in een poging humanitaire hulp te leveren aan de grensovergang Kerem Shalom naar de Gazastrook. De politie dwong het konvooi ongeveer drie kilometer van de grensovergang om te keren.
In mei 2024 kondigde de beweging aan dat ze een groep zouden vormen om vrachtwagens met humanitaire hulpgoederen die naar de Gazastrook gingen te beschermen tegen aanvallen van "extreemrechtse (Israëlische) activisten en kolonisten" als die vanuit Jordanië door de Westelijke Jordaanoever trokken. Volgens de leiding van Standing Together zorgde de aanwezigheid van de activisten van Standing Together ervoor dat alle hulpvrachtwagens "konden passeren zonder dat de kolonisten hen tegenhielden of aanvielen".
In juni 2024 en 2025 was de humanitaire garde van de beweging actief bij het beschermen van de Palestijnse bewoners van de moslimwijk in de oude stad van Jeruzalem, die werden aangevallen door Israëlische kolonisten tijdens de jaarlijkse mars op de Jeruzalemdag.

## Standing Together in Nederland
Op 24 september 2024 hielden Alon-Lee Green en Rula Daood in debatcentrum De Balie de vrijheidslezing over rechtvaardigheid en tegen de bezetting van Palestijns land. Naar aanleiding hiervan hadden zij gesprekken met verschillende Nederlandse overheidsorganen. BDS Nederland reageerde hierop afwijzend, en noemde Standing Together geen legitieme bondgenoot omdat de beweging een instrument zou zijn van zionistische propaganda en probeert de aandacht af te leiden van de voortdurende genocide van Israël in Gaza.